# ترمون، فینیستر
ترمون، فینیستر (به فرانسوی: Tréméven, Finistère) یک کمون در فرانسه است که در Canton of Quimperlé واقع شده‌است.

## خصوصیات
ترمون ۱۵٫۴۲ کیلومترمربع مساحت و ۲٬۱۳۲ نفر جمعیت دارد.